# نشت گاز ویساکاپاتنام
نشت گاز ویساکاپاتنام (انگلیسی: Visakhapatnam gas leak) یک حادثهٔ صنعتی است که در کارخانه شیمیایی ال‌جی کمیکال در روستایی نزدیک گوپالاپاتنام و در حومه ویساکاپاتنام، آندرا پرادش هند در اوایل صبح ۷ مه ۲۰۲۰ میلادی رخ داد. بخار حاصل از این نشت تا شعاع در حدود سه کیلومتر (۲ مایل) پخش شد و بر مناطق و روستاهای مجاور نیز تأثیر گذاشته‌است. تا ساعت ۵ بعدازظهر ۸ مه، تعداد قربانیان ۱۳ نفر و بیش از ۱۰۰۰ نفر نیز به دلیل قرار گرفتن در معرض گاز بیمار شدند. تحقیقات مقدماتی بیانگر این بوده‌است که حادثه، نتیجهٔ نگهداری نادرست واحدهای ذخیره‌شده استایرن بوده‌است. دولت محلی آندرا پرادش، بودجه‌ای معادل ۴/۲ میلیون دلار آمریکا یا ۳/۹ میلیون یورو را برای جبران خسارت همهٔ افراد آسیب‌دیده منظور نموده‌است.